# Chalco
Chalco è un census-designated place (CDP) degli Stati Uniti d'America nel nord della contea di Sarpy nello Stato del Nebraska, direttamente a sud ed adiacente alla città di Omaha. La popolazione era di 10,994 persone al censimento del 2010.

## Storia
Un ufficio postale è stato creato a Chalco nel 1888, e rimase in funzione fino a quando non è stato interrotto nel 1950. La comunità prende il nome dalla città di Chalco, in Messico.

## Geografia fisica
Chalco è situata a 41°11′01″N 96°08′02″W (41.183539, -96.133791).
Secondo lo United States Census Bureau, ha un'area totale di 2,9 miglia quadrate (7,5 km²).

## Società

### Evoluzione demografica
Secondo il censimento del 2000, c'erano 10,736 persone.

### Etnie e minoranze straniere
Secondo il censimento del 2000, la composizione etnica del CDP era formata dal 95,24% di bianchi, lo 0,82% di afroamericani, lo 0,30% di nativi americani, l'1,08% di asiatici, lo 0,02% di oceanici, lo 0,90% di altre razze, e l'1,64% di due o più etnie. Ispanici o latinos di qualunque razza erano il 2,81% della popolazione.